# کن لیوینگستون
کن لیوینگستون (انگلیسی: Ken Livingstone؛ زادهٔ ۱۷ ژوئن ۱۹۴۵) یک سیاست‌مدار اهل بریتانیا است.
وی اولین شهردار لندن بعد از راه‌اندازی انتخابات شهرداری لندن از سال ۲۰۰۰ تا ۲۰۰۸ در دو دوره متوالی بوده‌است، لیوینگستون همچنین از مه ۱۹۸۱ تا آوریل ۱۹۸۶ رئیس شورای لندن بزرگ و از ژوئن ۱۹۸۷ تا ژوئن ۲۰۰۱ عضو پارلمان بریتانیا بوده‌است.